# Episodi di Chiamatemi Anna (seconda stagione)
La seconda stagione della serie televisiva Chiamatemi Anna, composta da 10 episodi, è stata interamente pubblicata dal servizio on demand Netflix simultaneamente il 6 luglio 2018 in tutti i territori in cui Netflix è disponibile. I titoli degli episodi della seconda stagione sono tratti dal romanzo Middlemarch di George Eliot, autrice che Anna scopre quando Josephine Barry le regala il libro nell'ultimo episodio della prima stagione. È stata inoltre trasmessa in chiaro su Rai 2 dal 15 al 30 luglio 2020.
| n. | Titolo                                                                 | Titolo italiano                                                              | Pubblicazione USA | Pubblicazione Italia |
| -- | ---------------------------------------------------------------------- | ---------------------------------------------------------------------------- | ----------------- | -------------------- |
| 1  | Youth is the Season of Hope                                            | La giovinezza è la stagione della speranza                                   | 6 luglio 2018     | 6 luglio 2018        |
| 2  | Signs are Small Measurable Things, but Interpretations are Illimitable | I segni sono piccole cose misurabili, ma le interpretazioni non hanno limiti | 6 luglio 2018     | 6 luglio 2018        |
| 3  | The True Seeing is Within                                              | La vera vista è interiore                                                    | 6 luglio 2018     | 6 luglio 2018        |
| 4  | The Painful Eagerness of Unfed Hope                                    | La dolorosa impazienza della speranza non alimentata                         | 6 luglio 2018     | 6 luglio 2018        |
| 5  | The Determining Acts of Her Life                                       | Gli atti determinanti della sua vita                                         | 6 luglio 2018     | 6 luglio 2018        |
| 6  | I Protest Against Any Absolute Conclusion                              | Mi oppongo ad ogni conclusione definitiva                                    | 6 luglio 2018     | 6 luglio 2018        |
| 7  | Memory Has as Many Moods as The Temper                                 | La memoria ha tanti umori quanto il carattere                                | 6 luglio 2018     | 6 luglio 2018        |
| 8  | Struggling Against the Perception of Facts                             | Non si ribellava più alla percezione dei fatti                               | 6 luglio 2018     | 6 luglio 2018        |
| 9  | What We Have Been Makes Us What We Are                                 | Le nostre azioni ci seguono anche da lontano                                 | 6 luglio 2018     | 6 luglio 2018        |
| 10 | The Growing Good of the World                                          | Il bene crescente del mondo                                                  | 6 luglio 2018     | 6 luglio 2018        |

## La giovinezza è la stagione della speranza
- Titolo originale: Youth is the Season of Hope
- Diretto da: Helen Shaver
- Scritto da: Moira Walley-Beckett

### Trama
A Green Gables vengono ospitati due uomini, Dunlop e Nathaniel (detto Nate), che affermano di condurre delle ricerche geologiche sul suolo ferroso dell'isola per conto di un'azienda newyorkese. I due uomini in realtà sono dei ladri e inventano una truffa per ottenere dei soldi da tutta Avonlea. Nate confida al signor Barry di aver trovato dell'oro nel sottosuolo e di essere indeciso tra dirlo alla sua azienda e dirlo agli abitanti di Avonlea. Nei giorni a seguire Nate è sempre più ansioso per la riuscita della truffa e per le continue incursioni di Anna nella sua stanza e se la prende pure con Jerry che sta imparando a leggere con la ragazza; Dunlop invece si sta innamorando dell'isola e vorrebbe rinunciare al furto. I due ladri decidono di far sentire ad Anna una loro conversazione e il giorno dopo tutta Avonlea è a conoscenza della possibile ricchezza sotto i loro piedi. In una riunione Nate dice alla comunità che per poter essere certi che ci sia dell'oro devono pagare le analisi. Dunlop prende la parola e convince Avonlea a dare l'incarico di questi accertamenti proprio a Nate.

## I segni sono piccole cose misurabili, ma le interpretazioni non hanno limiti
- Titolo originale: Signs are Small Measurable Things, but Interpretations are Illimitable
- Diretto da: Paul Fox
- Scritto da: Shernold Edwards

### Trama
Gilbert è in viaggio su una nave e si occupa di alimentare le caldaie. In una sosta a Trinidad, il ragazzo scopre grazie a Sebastian detto Bash, un suo amico di colore originario del luogo, quanto razzismo persista ancora. Anna inventa una storia horror con dei fantasmi e spaventa le sue amiche del club del racconto, ma Dunlop la incoraggia a continuare a scrivere e le regala una penna. Quella sera il padre di Diana dà una festa a casa sua per tornare a parlare dell'oro sotto Avonlea e cercare di convincere i proprietari terrieri a fare le analisi, che pagherà lui in cambio di una quota della concessione di scavo. Dunlop annuncia a tutti che ha deciso di comprare un terreno ad Avonlea grazie all'eredità lasciatagli da una prozia morta di recente. Anche Marilla e Matthew sono andati alla festa dei Barry per sentire altri pareri che li avrebbero aiutati a prendere una decisione, ma tornano a casa presto perché Anna è rimasta da sola. Mentre Nate ha iniziato a litigare con Dunlop, Matthew dice a sua sorella di non voler rovinare la fattoria, che un giorno sarà di Anna, per cercare dell'oro e Marilla è d'accordo con lui.

## La vera vista è interiore
- Titolo originale: The True Seeing is Within
- Diretto da: Ken Girotti
- Scritto da: Kathryn Borel, Jr.

### Trama
Anna va a Charlottetown a trovare la zia Josephine con tutta la famiglia di Diana. Mentre sono lì, lei e Diana cercano informazioni sull'oro. La zia Josephine dice alle ragazze che anche in un'altra città della Nuova Scozia era scoppiata la febbre dell'oro in passato, però si era rivelata una bugia e quel paese era andato in rovina. Anna e Diana riescono a incontrare il giornalista che si occupò di quel caso, il quale conferma loro ciò che zia Josephine ha detto. A Green Gables i rapporti con Nate e Dunlop si inaspriscono: Marilla trova una bottiglia di liquore nascosta appartenente a Nate, e questi quasi costringe Jerry a berlo; Marilla e Matthew annunciano ai due pensionanti che dovranno andarsene a breve. Il giorno dopo i Barry e Anna tornano ad Avonlea, Nate riceve i soldi dal signor Barry e poi scappa assieme al suo socio dopo aver legato e imbavagliato Anna e Marilla, al corrente della truffa. Matthew se ne accorge, chiama aiuto e si mette all'inseguimento. I due criminali si imbattono in Jerry, che li riconosce come i due ladri che gli rubarono i soldi del cavallo e lo picchiarono, e anche stavolta lo stendono a terra. Dunlop però si ribella a Nate, il quale lo fa cadere nel pozzo e fugge da solo con l'intero bottino.

## La dolorosa impazienza della speranza non alimentata
- Titolo originale: The Painful Eagerness of Unfed Hope
- Diretto da: Anne Wheeler
- Scritto da: Jane Maggs

### Trama
Jeannie scrive molte lettere a Matthew, che però è troppo timido per risponderle. Anna allora inizia a leggerle e avvia in segreto una corrispondenza con lei fingendo di essere Matthew. La famiglia Barry è in difficoltà economiche a causa della truffa dell'oro; dal momento che le due figlie non potranno essere sostenute ad una scuola prestigiosa di Parigi, la loro madre decide di educarle personalmente alle buone maniere dell'alta società. Alle ragazze è stato vietato di giocare, il clima famigliare è sempre più teso, fino a quando i due genitori non decidono di riavvicinarsi e perdonarsi a vicenda per il modo egoista in cui si sono comportati entrambi. Gilbert, ancora a Trinidad, si imbatte in una donna in travaglio appena scacciata da un bordello. Senza pensarci due volte, le offre il suo aiuto e riesce a far nascere il bambino nonostante si presentasse podalico. Lo scambio di lettere di Anna viene scoperto, ma le cose si risolvono in fretta dopo che Matthew va a incontrare di persona Jeannie e le dice chiaramente di avere già a Green Gables la compagnia affettiva che necessita.

## Gli atti determinanti della sua vita
- Titolo originale: The Determining Acts of Her Life
- Diretto da: Norma Bailey
- Scritto da: Amanda Fahey

### Trama
Anna invita a casa sua le amiche per parlare intimamente di baci. Josie Pye, quando viene a sapere di non essere stata inclusa, invita tutte le ragazze e anche i ragazzi per giocare alla bottiglia, ma non è altro che un modo per offendere Anna ed escluderla a sua volta. Anna pone i suoi interrogativi sull'amore a Marilla e Matthew e li mette troppo in imbarazzo, così Marilla chiede a Rachel un modo per rispondere alla ragazzina, ma ne resta insoddisfatta. Anna riceve la lettera di risposta di Gilbert ma non sa trovare una scusa convincente per il fatto che vuole tenerla nascosta a Ruby. Gilbert torna ad Avonlea pochi giorni dopo e invita a casa sua Sebastian, che dopo tanto tempo resterà sulla terraferma. Josie Pye viene rifiutata da Cole e vuole prendere in giro anche lui al prossimo gioco della bottiglia, ma Cole e Anna non la daranno vinta a chi li ha chiamati "mostri" per la loro diversità. Anna ritrova il venditore ambulante e compra una tinta nera per capelli, ma dopo averla provata tenta di ritornare al suo aspetto originale; purtroppo i suoi capelli sono rimasti verdi ed è costretta a farseli tagliare da Marilla.

## Mi oppongo ad ogni conclusione definitiva
- Titolo originale: I Protest Against Any Absolute Conclusion
- Diretto da: Ken Girotti
- Scritto da: Naledi Jackson

### Trama
Anna deve andare a Carmody per una commissione e dato che ha i capelli corti decide di vestirsi completamente da ragazzo per non essere presa in giro. In città aiuta Jeannie, che sta partendo per la Francia, a spostare un baule, e la donna la riconosce, così le presta il suo vestito con le maniche a sbuffo per Natale. Mentre preparano le decorazioni per la recita di Natale, Billy, invidioso delle attenzioni che le ragazze rivolgono a Cole per via del suo talento nel dipingere, lo fa cadere da una scala, causandogli la rottura di un polso. Marilla invita Gilbert a Green Gables per la cena di Natale e conosce Sebastian che ora vive a casa del ragazzo, così invita pure lui; la sua presenza creerà un po' di tensione, ma verrà subito sciolta con l'esuberanza di Anna, quasi inopportuna ma efficace. Gilbert regala ad Anna un piccolo dizionario. Per la recita di Natale diretta da Rachel, Josie Pye, che ha un ruolo da protagonista, perde la voce e viene sostituita da Anna, che impara tutte le battute prima di entrare in scena. Matthew, dopo essere andato in cerca di un badile per Anna come indispensabile oggetto di scena, viene messo sul palco da Rachel per sostituire Billy, che interpretava il gufo narratore, infortunatosi poco prima. Con la sua breve battuta riesce a chiudere definitivamente la sua infanzia di timidezza in cui non è mai riuscito a recitare davanti a un pubblico, e quella sera regala ad Anna le biglie che aveva ricevuto dal fratello maggiore Michael per fare amicizia con gli altri ragazzi.

## La memoria ha tanti umori quanto il carattere
- Titolo originale: Memory Has as Many Moods as The Temper
- Diretto da: Anne Wheeler
- Scritto da: Jane Maggs

### Trama
La zia Josephine terrà una festa in onore di Gertrude, scomparsa due anni addietro; siccome il signor Barry, raffreddato, non potrà accompagnarle, Diana e Anna inventano uno stratagemma per farsi accompagnare da Cole. Alla festa, Cole, che non riesce più a disegnare a causa del polso indebolito, viene incoraggiato da una scultrice ospite a cambiare tipo di arte e a non smettere di esprimersi. Diana resta turbata quando scopre che sua zia e Gertrude erano innamorate; Anna e Cole le dicono che, anche se è contro il desiderio della natura, due anime gemelle possono sempre amarsi se questo le rende felici. Cole, prima di andare via, confida a Josephine che in amore è come lei e Gertrude, e la donna gli suggerisce di non vergognarsene. Marilla, che ha sofferto un mal di testa più forte del solito per aver sforzato la vista, è contenta di rivedere Anna tornare a casa.

## Non si ribellava più alla percezione dei fatti
- Titolo originale: Struggling Against the Perception of Facts
- Diretto da: Amanda Tapping
- Scritto da: Shernold Edwards

### Trama
Cole ha l'impressione che il signor Philips abbia il suo stesso orientamento sessuale e che per questo lo disprezzi non riuscendo ad essere come lui (infatti tenta di essere come gli altri sposando Prissy). Sebastian si toglie un dente dolorante ma l'infezione gli procura una febbre. Non riuscendo a trovare nessuno che lo voglia curare ad Avonlea, è costretto a farsi aiutare da Gilbert per andare da un fidato dottore a Charlottetown. All'ingresso del treno gli dicono di salire nel vagone merci, ma Marilla, che era già a bordo con Rachel per andare a fare una visita oculistica, li fa sedere insieme a loro. La cura di Marilla consiste semplicemente in un paio di occhiali da vista; prima di tornare a casa, lei e Rachel vedono alcuni tesori di famiglia Cuthbert nella vetrina di un banco dei pegni e decidono di ricomprarli. Sebastian va a visitare il quartiere povero dove vivono le persone di colore e una ragazza chiamata Mary offre a lui e a Gilbert una camera per la notte. Prissy sta per sposarsi con il signor Philips ma durante la cerimonia abbandona l'altare ed esce correndo dalla chiesa. Le sue amiche la inseguono e quando capiscono che è felice di aver rinunciato alle nozze giocano con lei sulla neve.

## Le nostre azioni ci seguono anche da lontano
- Titolo originale: What We Have Been Makes Us What We Are
- Diretto da: Paul Fox
- Scritto da: Moira Walley-Beckett

### Trama
Muriel Stacy, la nuova insegnante di Avonlea, entra subito nel mirino di Rachel e delle madri dei ragazzi per il suo atteggiamento per nulla tradizionale, ma i suoi studenti e Marilla (che ha assistito a una lezione) la difendono perché è una brava educatrice. Gilbert ottiene la possibilità di studiare di più e diplomarsi un anno prima, e per questo cambia i patti che aveva fatto con Sebastian. Anna non fa subito una buona impressione alla signorina Stacy, ma si fa apprezzare mostrando a lei e a Marilla il suo rifugio segreto e le sculture di Cole. Purtroppo nella notte Billy e due suoi amici, a caccia di una volpe, distruggono tutto. Il giorno dopo la signorina Stacy va alla fattoria Mackenzie per riportare Cole a scuola, rompendo il segreto che il ragazzo teneva con la famiglia. Cole corre al rifugio in cui trova Anna, anch'essa spiazzata per il disastro, e la accusa di averlo tradito. Preso dalla rabbia e capito che è Billy il colpevole, si precipita a scuola per picchiarlo ma durante la colluttazione Billy finisce contro la stufa e resta ferito a un orecchio.

## Il bene crescente del mondo
- Titolo originale: The Growing Good of the World
- Diretto da: Paul Fox
- Scritto da: Moira Walley-Beckett

### Trama
L'aggressione di Billy è la goccia che fa traboccare il vaso per le madri progressiste, che decidono di far licenziare la signorina Stacy dopo una riunione in municipio, accusandola di insegnare in modo improprio e di non sorvegliare gli alunni. Marilla, dopo un litigio con Rachel che le ha raccontato l'ennesimo pettegolezzo sulla signorina Stacy, va ad incoraggiare la giovane insegnante, suggerendole di difendersi alla riunione nonostante non sia stata invitata. Anche Anna, Diana, Ruby e Moody vogliono aiutare la loro maestra, e salgono clandestinamente su un treno per andare a comprare delle lampadine a Charlottetown. Assieme a loro sale anche Cole, che non può più frequentare la scuola e arrivato in città va subito da Josephine. Sul treno c'è anche Gilbert, deciso a farsi perdonare da Sebastian che per separarsi da lui si era diretto al Bog. La sera prima, Sebastian, dopo ave visto Mary abbracciare un uomo, deluso e ubriaco era andato a nascondersi nella lavanderia dove lei lavora, non sapendo che in realtà quell'uomo è il figlio che Mary ebbe senza sposarsi. Assieme a Gilbert la donna ritrova Sebastian e accetta subito la sua proposta di matrimonio, mentre Gilbert consegna all'amico i documenti con cui lo fa socio a metà della fattoria. Le lampadine comprate dai ragazzi disgraziatamente si rompono subito in un incidente ma Josephine li aiuta donandone loro delle altre e Cole decide di rimanere a vivere con l'anziana donna perché ad Avonlea la sua vita è rovinata. La riunione in municipio va come i ragazzi speravano: con le lampadine mettono in pratica ciò che hanno imparato e dimostrano a tutti che l'apprendimento partecipativo è più efficace della memorizzazione e che la signorina Stacy è l'insegnante perfetta per loro. Anche Matthew e Marilla intervengono in sua difesa; in particolare Matthew ha imparato che le cose si possono sempre vedere da un'altra prospettiva, e infatti per proteggere le galline ha costruito un recinto più robusto ed eliminato la trappola per la volpe, e Marilla fa pace con Rachel. Billy avvista la volpe di Anna che stava cacciando, ma trovandosi nei pressi del rifugio di Cole, che si era scusato con lui prima di partire, decide di risparmiare la vita all'animale. Alla cerimonia di nozze di Mary e Sebastian, Anna e Gilbert si scambiano i loro progetti per il futuro: Gilbert diventerà medico ma facendo il normale corso di studi e Anna diventerà un'insegnante come la signorina Stacy.